# البهلول بن راشد
البهلول بن راشد البهلول بن راشد، أبو عمرو الحجري الرعيني بالولاء (128-183 هجري / 745-799 ميلادي)، من علماء الزهاد، من أهل القيروان. أخباره في الزهد كثيرة. له كتاب في (الفقه) على مذهب الإمام مالك، وقد يميل إلى أقوال الثورى. وقيل: إن أصحابه دونوا الكتاب عنه. وكان أمير إفريقية في زمنه محمد بن مقاتل العكي يلاطف الطاغية (ملك الإسبانيول) فطلب الطاغية من الأمير أن يرسل إليه حديدا ونحاسا وسلاحا، فعزم على ذلك، وعلم به البهلول، فعارض العكي ووعظه وألح عليه في أن يمتنع، فبعث إليه العكي من قيده وجرده وضربه عشرين سوطا وحبسه. ثم أطلقه، فبقي اثر السياط في جسمه، ونغل، فكان ذلك سبب موته.